# Landeskrone
Landeskrone (även stavningsvarianterna Landskrona, Landscrone) är en lämning av en befästning i Sanda socken på Gotland. Den ligger på halvön Vivesholm strax norr om Klintehamn.

## Landeskrone under medeltiden
Landskrone uppfördes av hertig Erik av Mecklenburg 1394 som dog där i pesten 1397. Hertig Erik stöddes av Vitaliebröderna som också bedrev piratverksamhet på Östersjön. För att stävja deras verksamhet ingrep Tyska orden år 1398 med en flotta på 84 fartyg med 4 000 man jämte 400 hästar samt livsmedel, kanoner, krut etc. Truppen landsattes i Västergarn och de intog snart Landescrona och brände det till grunden. Även Vitaliebrödernas två andra fästen på ön, Slite och Lojsta, intogs och raserades.

## Landskrone / Stålhatt på 1600- och 1700-talet
Under danska tiden hade för Klintehamns försvar funnits befästningar på såväl Vivesholm på inloppets norra strand som Sicklingsudd på södra stranden. Dessa befästningar fick efter att Gotland tillfallit Sverige 1645 förfalla. I början av 1676 byggdes en ny skans på Vivesholm. Den intogs utan motstånd 29 april samma år då danska trupper besatte Gotland. Svenskarna försökte landstiga i Klintehamn, men hindrades av danska linjeskepp, understödda av batterierna på skansen Landskrone. Efter fredsslut och återförening med Sverige fick skansen förfalla. Från 1710 befästes Vivesholm igen då en redutt som benämndes Stålhatt uppfördes på initiativ av Anders Sparrfelt. På Sicklingsudd byggdes ett batteri för 8 kanoner mot inloppet och redden samt för flankering av Stålhatt. 1719 bestämdes, att befästningarna vid Klintehamn skulle bibehållas, men de fick detta oaktat förfalla. Några strider har sedan danska tiden inte utkämpats här. 

## Lämningarna idag
Borgområdet är rektangulärt och 110 gånger 75 meter stort. Det omsluts av vallgravar och cirka 1,5 meter höga övertorvade grusvallar. På den västra vallanläggningen finns spår från 1700-talet i form av avplaningar för uppställning av kanoner. 